# Traves Smikle
Traves Smikle (né le 7 mai 1992) est un athlète jamaïcain, spécialiste du lancer du disque.
Après avoir porté son record à 67,12 m le 30 juin 2012 à Kingston, il participe aux Jeux olympiques de 2012. En 2013, il est testé positif au dopage mais sa suspension est provisoirement suspendue par le TAS le 20 fevrier 2015.

## Palmarès
| Date | Compétition     | Lieu  | Résultat | Marque  |
| ---- | --------------- | ----- | -------- | ------- |
| 2024 | Jeux olympiques | Paris | 10e      | 64,97 m |

## Records
| Épreuve          | Performance | Lieu     | Date            |
| ---------------- | ----------- | -------- | --------------- |
| Lancer du disque | 68,14 m     | Kingston | 11 février 2023 |